# Prolina
La prolina  (simbolo Pro o P)  è un amminoacido apolare. È una molecola chirale.
Il gruppo laterale è costituito da un anello che non si adatta in una struttura secondaria ordinata, ciò le regala la capacità di formare "cerniere" all'interno di un polipeptide, tendendo ad interromperne la linearità.
A pH fisiologico in ambiente acquoso si trova in forma zwitterionica.

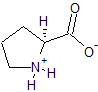
Forma zwitterionica della Prolina

La prolina è uno dei venti amminoacidi usati nelle cellule per la biosintesi di proteine. La prolina è una molecola chirale: possiede un unico centro chirale sul carbonio 2 e quindi due enantiomeri, L e D. L’enatiomero che si trova nelle proteine è la L-prolina.
Come tutti gli amminoacidi contiene un gruppo carbossilico e un gruppo amminico in α al carbonio carbossilico. La prolina è però l’unico tra di essi la cui funzione amminica non è primaria ma secondaria: la catena laterale, costituita da un anello pirrolidinico, si chiude sull’atomo di azoto. Per via della catena laterale alifatica, la prolina è classificata come un amminoacido alifatico apolare. Non è considerata un amminoacido essenziale per il corpo umano, in quanto è sintetizzabile a partire dalla glutammina o dal glutammato.
La miscela racemica della prolina può essere ottenuta in laboratorio a partire da acrilonitrile e malonato di etile (vedi figura).
Un metodo che prevede la reazione di un estere della prolina con fosgene, seguita da idrogenazione e idrolisi, porta alla formazione di L-Prolina.

## Storia ed etimologia
La prolina venne isolata per la prima volta nel 1900 da Richard Willstatter durante lo studio della N-metilprolina. La reazione di sintesi prevede la reazione del sale sodico del dietilmalonato con l’1,3-dibromopropano.
L’anno seguente avvenne la pubblicazione della sintesi dell’amminoacido a partire dal’estere propilmalonico della ftalammide ad opera di Emil Fisher.
Il nome Prolina deriva dalla pirrolidina, uno dei suoi costituenti.

## Biosintesi

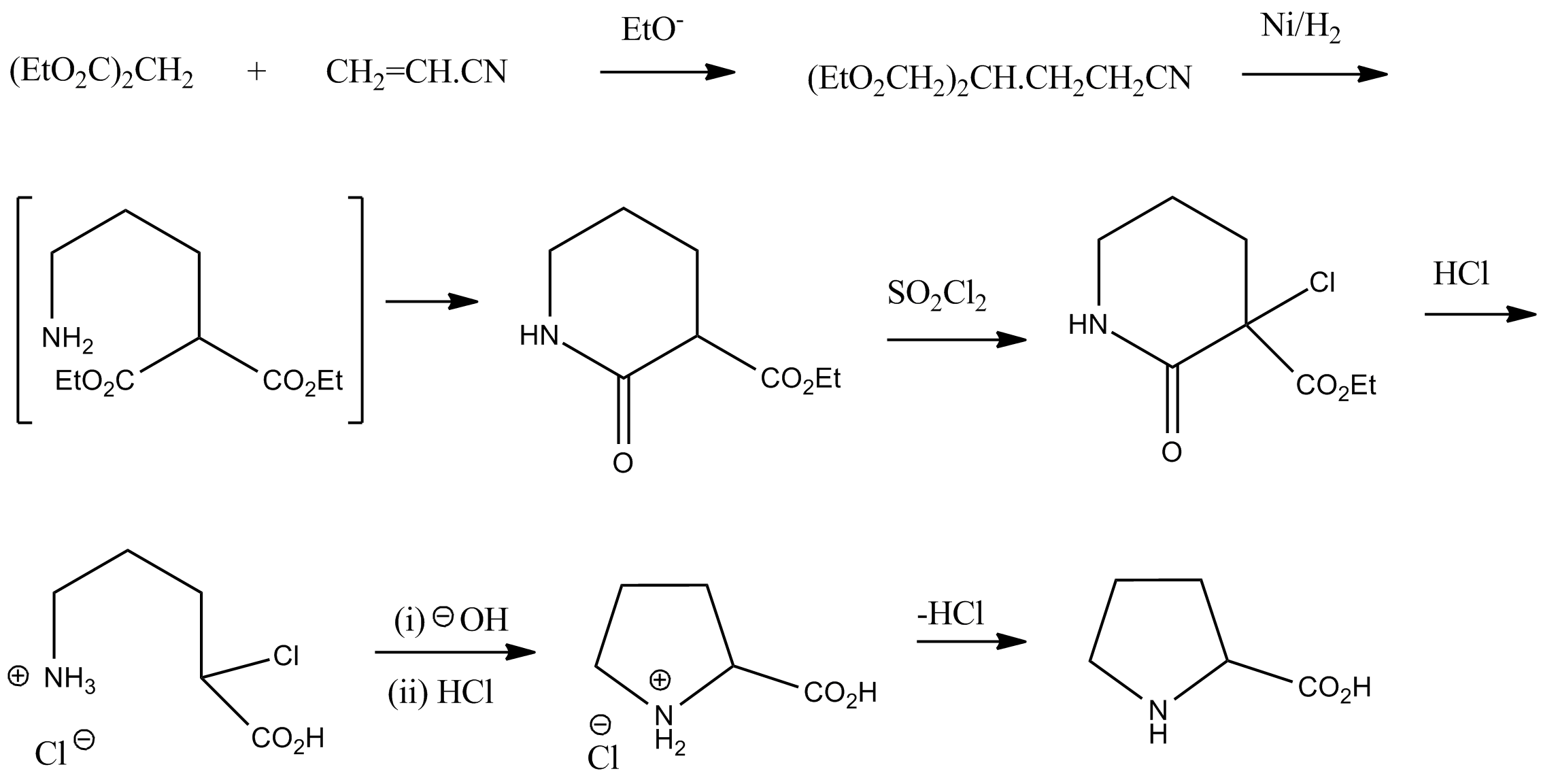
Sintesi da laboratorio della prolina

Il processo di biosintesi della prolina è noto sia per le cellule vegetali sia per quelle animali. I processi sono simili.

### La biosintesi nelle piante
Nelle piante, la prolina viene sintetizzata principalmente a partire dal glutammato. Il glutammato viene ridotto a glutammato-semialdeide dall’enzima pirrolin-5-carbossilato sintetasi, in presenza di NADPH e ATP. La glutammato-semialdeide si converte spontaneamente in pirrolin-5-carbossilato (P5C). L’enzima P5C reduttasi, in presenza di NADPH, riduce la P5C in prolina. Si ritiene che queste reazioni, che fanno parte del metabolismo della prolina, avvengano principalmente nel citosol.
I processi che costituiscono il catabolismo della prolina (si ritiene avvengano nei mitocondri) sono le reazioni inverse a quelle della sua sintesi. Gli enzimi prolin-deidrogenasi o prolin-ossidasi ossidano la prolina a P5C, in presenza di FAD+, e successivamente l’enzima P5C deidrogenasi converte la P5C in glutammato.
La prevalenza dei processi di biosintesi o degradazione della prolina nei vegetali è regolata dalla luce e dallo stress subito. Infatti in letteratura è stato riportato che in presenza di luce e in situazioni come la disidratazione i processi di degradazione vengono repressi, portando a un accumulo di prolina. Ciò può essere attribuito al fatto che la prolina svolge diverse funzioni all’interno delle cellule: innanzitutto è un antiossidante, in quanto funge da quencher per l’ossigeno di singoletto; inoltre, la biosintesi della prolina è un processo ossidativo che richiede la presenza di NADPH, e questo contribuisce a mantenere il bilancio redox della cellula, proteggendo i centri fotosintetici. L'amminoacido è inoltre parte dell'attività di sviluppo di tessuti generativi, come nel polline.

### La biosintesi negli animali
Nei mammiferi la biosintesi di prolina è localizzata per la maggior parte nell’intestino, poiché vi si trovano gli enzimi necessari alla sintesi. La glutammina viene idrolizzata a glutammato dall’enzima glutamminasi. Il glutammato viene convertito in glutammato-semialdeide dalla P5C sintasi. Quest'ultimo ciclizza spontaneamente a P5C, il quale viene poi ridotto a prolina. La degradazione della prolina segue il processo inverso.
Per via dell’esistenza di questi processi di biosintesi, la prolina non è considerata un amminoacido essenziale per l’uomo, almeno per quanto riguarda individui adulti in salute. Prolina e idrossiprolina, un derivato, sono però i principali costituenti, insieme alla glicina, del collagene: circa il 20% dei residui sono costituiti da questi due amminoacidi. Il collagene è una proteina strutturale che si trova nella pelle, nelle ossa, nei tendini, nella cartilagine e nei vasi sanguigni. Essa rappresenta, negli esseri umani, un terzo delle proteine totali, ed è quindi la proteina più abbondante. Si trova inoltre in grandi quantità nelle proteine del latte. Si ritiene quindi che la prolina possa essere utile all’organismo durante la crescita o nei casi di danneggiamento dei tessuti.
L’enantiomero L della prolina agisce da debole antagonista per il recettore della glicina, per il recettore dell’NMDA (N-metil-D-aspartato) e per quello del glutammato ionotropico (non-NMDA). Sembra inoltre essere una potenziale eccitotossina endogena.

### La prolina nelle proteine
La distintiva struttura ciclica della catena laterale della prolina le conferisce alcune proprietà particolari rispetto agli altri amminoacidi. Innanzitutto, la prolina ha una maggiore rigidità conformazionale, in quanto l’angolo diedro φ è bloccato e assume valori intorno a -65°. Inoltre, quando la prolina si trova come residuo in un legame peptidico, il suo atomo di azoto non è legato ad alcun atomo di idrogeno, e ciò significa che non può agire come donatore di legame a idrogeno. Essa però è un ottimo accettore per i legami a idrogeno, grazie al fatto che la catena laterale alifatica è elettron-donatrice.La prolina grazie alle sue proprietà può svolgere nelle proteine funzioni sia strutturali che di riconoscimento.
La prolina agisce da perturbatore in elementi di struttura secondaria ordinati come α-eliche e β-sheet. Essa si trova comunemente come residuo iniziale in un’α-elica, nei loop, e nei filamenti di margine dei β-sheet. Interviene inoltre nella formazione dei β-turn (le svolte nei β-sheet).
Un altro importante ruolo strutturale è quello che la prolina e l’idrossiprolina ricoprono nel collagene. Gli elementi strutturali principali del collagene sono catene polipeptidiche costituite da unità ripetute di tre amminoacidi, XaaYaaGly. Gly è un residuo di glicina; X e Y possono essere qualsiasi altro amminoacido, ma si tratta per la maggior parte di residui di Pro o idrossiprolina. Esse hanno una conformazione a elica, come quella della poliprolina, un tipo di polipeptide formato solo da prolina. Tre di queste catene, parallele e tenute insieme da legami a H, si intrecciano formando una tripla elica destrorsa, che costituisce la molecola del collagene. L’idrossilazione della prolina da parte della prolina-idrossilasi (o l’aggiunta di altri sostituenti elettron-attrattori) aumenta significativamente la stabilità conformazionale del collagene. L’idrossilazione della prolina è per cui un processo biochimico essenziale per il mantenimento del tessuto connettivo. Alcune patologie, come ad esempio lo scorbuto, possono derivare da un difetto nell’idrossilazione, causata da mutazioni dell’enzima prolina-idrossilasi o da una mancanza del cofattore, l’ascorbato o vitamina C.
La prolina si può trovare anche in molte proteine nelle cosiddette proline-rich regions, ossia parti specifiche di una proteina ricche in residui di prolina. Queste regioni possono essere composte da ripetizioni di brevi gruppi di amminoacidi del tipo XP o XPY, oppure da sequenze più lunghe e variabili. La loro funzione è principalmente quella di rendere possibile il legame con altre molecole, oppure le interazioni tra proteine diverse, agendo da sito di legame. È infatti noto che, in diverse proteine, esistono dei domini in grado di riconoscere le proline-rich regions, e ciò consente di avere dei siti di legame specifici. Le proteine così assemblate possono poi svolgere diverse funzioni, ad esempio di regolazione o di trasduzione di segnali.
La trasduzione del segnale intracellulare si serve spesso di proteine che possiedono domini dove le concentrazioni di prolina sono discrete (poly-proline stretches), ma più abbondanti rispetto alla sequenza proteica integrale. Questi domini ricchi di prolina, ad alfa elica, fungono da ligandi per delle "tasche" molecolari che furono identificate inizialmente in alcune protein tirosina chinasi citoplasmatiche, come il proto-oncogene c-Src o la tirosina chinasi linfocitaria Ltk. Si chiamano domini SH3 (Src Homology number 3) e una volta legati queste sequenze di poli-prolina, inducono una modificazione conformazionale delle proteine in cui sono contenuti. Come risultato, es. la tirosina chinasi può attivarsi o rallentare la sua funzione. Anche la chinasi attivata dai fosfoinositidi (PI-3K) possiede due domini SH3 in grado di legare diversi tipi di sequenze di poli-prolina.

## Usi
La prolina e i suoi derivati sono spesso utilizzati come catalizzatori chirali in sintesi asimmetriche: si vedano ad esempio la riduzione di CBS e la condensazione aldolica.
Nella birrificazione, nella vinificazione e nella produzione di succhi frutta l’utilizzo di proteine ricche in prolina aumenta la torbidità grazie alle reazioni che avvengono con i polifenoli. Si è constatato inoltre che l’analisi delle interazioni fenoli-proteine può essere di grande aiuto nella misura dell’indice di torbidità.
La L-prolina agisce inoltre da osmoprotettore, soprattutto in caso di stress osmotici, ed è quindi utilizzata in ambiti farmacologici e biotecnologici.
L’amminoacido viene inoltre utilizzato come integratore nel terreno di coltura sul quale vengono fatti crescere tessuti vegetali. La prolina infatti può aumentare la crescita in quanto aiuta la pianta a tollerare lo stress dell’ambiente di coltura.

## Derivati
- 4-mercaptoprolina, tramite addizione di un gruppo solfidrile.
- 1-metilprolina
- Idrossiprolina, è la forma ossidrilata della prolina.